# Lorna (chanteuse)
Lorna Zarina Aponte est une chanteuse panaméenne de reggaeton, née le 11 mai 1983 à Panama, d'un père d'origine mexicaine et d'une mère salvadorienne.
Sa chanson Papi Chulo (Te Traigo el Mmmm) l'a rendue célèbre en Amérique et en Europe, deux continents où elle a effectué plusieurs tournées.
Certains autres de ses titres − Tú eres rakataka, Papito ven a mí, Apaga la luz (el camisón) et La palmadita − présentent un fort contenu érotique.
Lorna a sorti trois albums : Papichulo (2003), La Mami Chula (2008) et Más Sexy Que Nunca (2009).

## Biographie
À 19 ans, Aponte a décidé qu'elle voulait devenir chanteuse et artiste solo. Elle est donc partie à la recherche d'un producteur de musique et d'un DJ prêts à enregistrer une chanson. Avec l’aide de ce producteur, elle a participé au concours de talents organisé à Panama City pour le recrutement de nouveaux chanteurs. Cela a donné à Aponte l'occasion d'enregistrer un single. Peu de temps après, elle travaillait avec El Chombo, un producteur renommé du Panama.
En 2005, Aponte devait apparaître à Zorrozaurre, un festival de Bilbao mais sa maison de disques a envoyé à sa place une de ses choristes, en expliquant que Lorna avait pris un congé sabbatique pour des raisons de santé. La choriste a également donné des interviews en son nom.

## Discographie

### Albums

#### Papichulo (2002)
- 01. Papichulo
- 02. Papito ven a mi
- 03. No puede
- 04. La palmadita
- 05. Dale candela
- 06. Come 2 mama
- 07. Se me ha ido la voz
- 08. Tu eres Rakataka
- 09. Yeyo
- 10. Papi dame mas
- 11. Los Hombre valen v...
- 12. Perron
- 13. Yo le corto el pi...
- 14. Metele que metele
- 15. Amor con la ropa (Remix)(feat. Speedy)
- 16. Papichulo (New Mix)
- 17. Oeee, oeee ticos, ticos

#### La mami chula (2008)
- 01. Como bailas
- 02. Tu pum pum feat. Notch
- 03. Papi baila con mami feat. Jhonny D
- 04. Se fue feat. Gregy and Gil
- 05. Si te vas feat. Jhonny D
- 06. Tembleque feat. Vulcano
- 07. No te veo feat. Randy (Oficial Remix)
- 08. Tu volverás feat. Gregy and Gil
- 09. Paola feat. Kafu Banton
- 10. Baile caliente feat. Demus Clan y Jhonny D
- 11. Sexy sensual feat. Guajiros de Puerto Rico
- 12. No te veo feat. Jowell y Randy (Dj Blass oficial remix)
- 13. No Volvere

#### Más sexy que nunca (2009)
- 01. Como lo bailas
- 02. Llueve
- 03. Acercate
- 04. Quiero bailar contigo (Prod. by DJ Blass)
- 05. ya no pienso en llorar (Prod. by DJ Blass)
- 06. Yo te quiero
- 07. Paola (ft. Kafu Banton)
- 08. Put your hands in the air
- 09. Papi baila con mami (ft. Jhonny D.)
- 10. Ya no quiero verte

### Singles
- Papi Chulo (Te Traigo el Mmmm)
- Papito ven a mi
- Dámelo ya
- Tu eres Rakata
- El camison (Apaga la luz)
- Como bailas
- Quiero bailar contigo
- Ya no pienso en llorar
- Llueve
- Lorna ft RK - Ya No Me Llames (2009)

Autres chansons:
- Las Dueñas del Negocio
- El camison (2004)
- Lo Siento (2009)
- Si Supieras (2009)
- Tus labios son de azúcar (2009)
- Haciéndote el amor (2009)
- Freestyle (2009)
- I an Horny (2009)